# بیکنفیلد، تاسمانیا
بیکنفیلد (به انگلیسی: Beaconsfield) یک شهرک در استرالیا است که در تاسمانی واقع شده‌است.